# Symbioza przemysłowa
Symbioza przemysłowa – gałąź ekologii przemysłowej, która zakłada współdziałanie przedsiębiorstw i innych organizacji, zmierzające do lepszego wykorzystania surowców i racjonalizacji gospodarki odpadami ze szczególnym uwzględnieniem wymiany materiałów i energii, sprzyjające ochronie środowiska i przynoszące bezpośrednie wzajemne korzyści ekonomiczne. Idea symbiozy przemysłowej realizowana jest poprzez innowacje ekologiczne, usprawnianie procesów biznesowych, a także długofalowe zmiany kulturowe. Przykładami symbiozy przemysłowej są parki ekoprzemysłowe.
Bliskość geograficzna od dawna była jednym z istotnych czynników nawiązywania bezpośredniej współpracy polegającej na wykorzystaniu przez zakład przemysłowy produktów, półproduktów, produktów ubocznych czy odpadów generowanych przez ich wytwórcę. W ujęciu pojęcia symbiozy przemysłowej ani bliskość kooperantów, ani fizyczna wymiana zasobów nie są jednak warunkami ani koniecznymi, ani wystarczającymi. Symbioza przemysłowa to podejście do operacji komercyjnych – wykorzystywanie, odzyskiwanie i przekierowywanie zasobów do ponownego wykorzystania – powodujące, że zasoby pozostają dłużej w produktywnym użytkowaniu gospodarczym. To stwarza możliwości biznesowe, zmniejsza zapotrzebowanie na zasoby naturalne i stanowi krok w kierunku gospodarki o obiegu zamkniętym.
W wymiarze filozoficznym ekologia przemysłowa to stosunkowo nowa dziedzina, która opiera się na naturalnym paradygmacie, twierdzącym że ekosystem przemysłowy może zachowywać się w sposób podobny do ekosystemu naturalnego, w którym występuje symbioza gatunków i wszystko zostaje poddane recyklingowi, chociaż prostota i zastosowanie tego paradygmatu bywa poddawane krytyce.

## Przykłady symbiozy przemysłowej
- International Synergies Limited opracowała uproszczony model działający na skalę krajową w Wielkiej Brytanii (NISP – National Industrial Symbiosis Programme) oraz w bardziej ograniczonym zakresie w innych krajach na całym świecie. International Synergies Limited opracowała globalną ekspertyzę w zakresie symbiozy przemysłowej, inicjując programy w Belgii, Brazylii, Kanadzie, Chinach, Danii, Finlandii, na Węgrzech, we Włoszech, w Meksyku, Polsce, Rumunii,  Afryce Południowej, Turcji i na Słowacji[3].

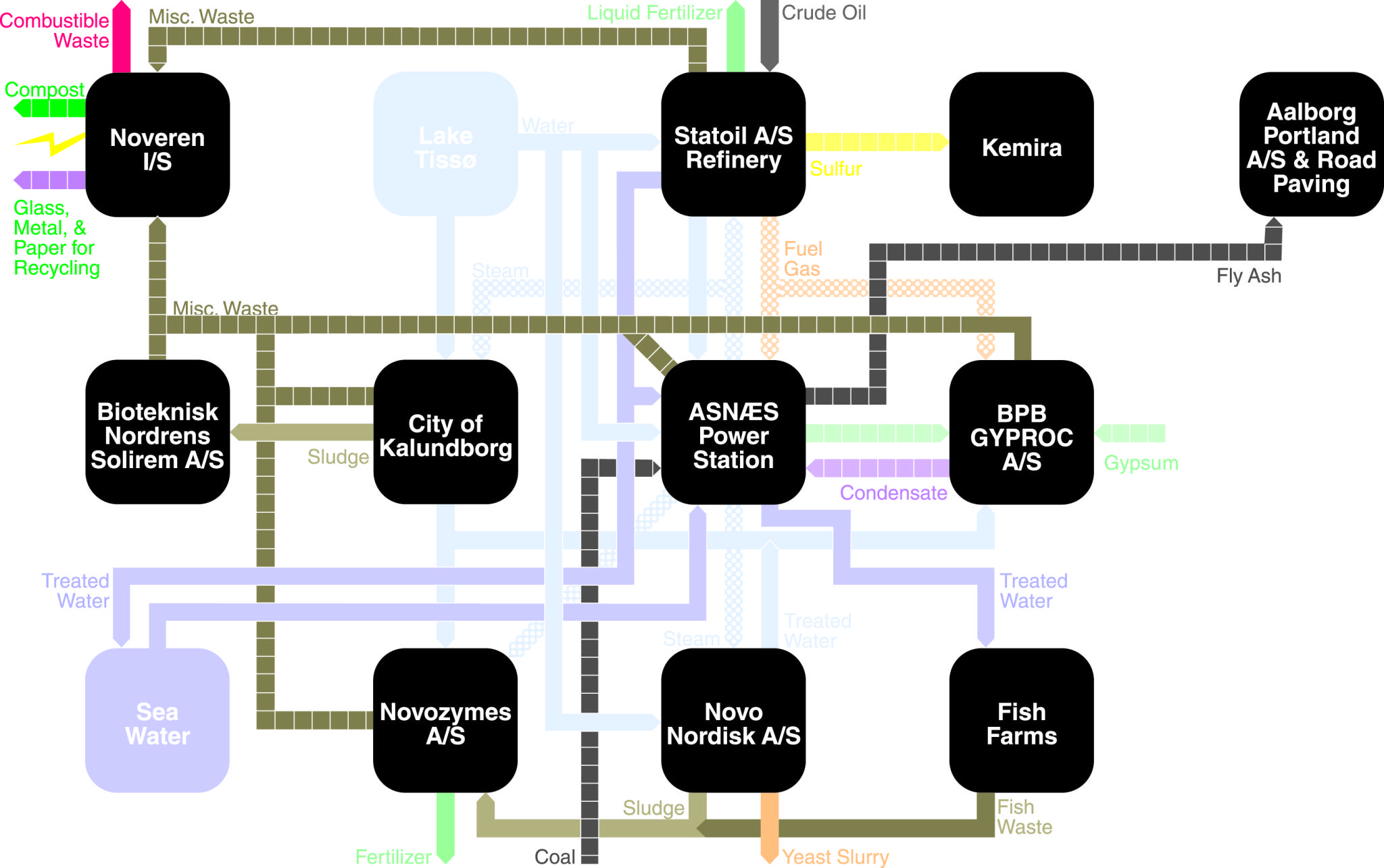
Schemat symbiozy przemysłowej w Kalundborg

- W duńskim mieście Kalundborg od lat 1960. przedsiębiorstwa nawiązywały współpracę w zakresie wymiany materiałów i energii, która spontanicznie przekształciła się z serii mikroinnowacji we wzajemną sieć powiązań, która jest przedstawiana jako przykład pierwszej na skalę światową udanej realizacji symbiozy przemysłowej. Produkty uboczne i odpady jednego wytwórcy są surowcami dla innych przedsiębiorstw. Współpraca obejmuje zarówno przedsiębiorstwa prywatne, jak i publiczne. Zakłady należące do potentatów światowych współpracują z małymi podmiotami gospodarczymi, osiągając wzajemne korzyści takie jak: ograniczenie kosztów i emisji zanieczyszczeń, rozwój przy mniejszym zużyciu zasobów, zwiększona konkurencyjność rynkowa[4].
- Cechy symbiozy przemysłowej mają polskie miasta portowe, gdzie infrastruktura logistyczna związana z przeładunkami i techniczną obsługą środków transportu powoduje powstawanie współpracy z szeregiem przedsiębiorstw z rozmaitych branż[5].

- UBIS – Urban Baltic Industrial Symbiosis – projekt symbiozy przemysłowej rozwijany przez partnerów z krajów nadbałtyckich: ze Szwecji, Litwy, Danii, Niemiec i Polski. Szczególny nacisk kładzie na racjonalizację zużycia energii, w tym wykorzystanie energii odpadowej. Koncentruje się na inicjowaniu symbiozy przemysłowej między przedsiębiorstwami, podmiotami komunalnymi i gminami w celu wykorzystania energii i innych zasobów, które w innym przypadku mogłyby zostać zmarnowane. Projekt zakłada identyfikację przypadków symbiozy przemysłowej oraz wdrożenie pilotażowych inwestycji dla odpadowej energii. Transgraniczna wymiana doświadczeń sprzyjać ma międzynarodowemu transferowi wiedzy i owocować praktycznymi zastosowaniami, opracowane zostaną modele biznesowe i rozwiązania finansowe dla symbiozy przemysłowej. Głównymi grupami docelowymi projektu są przedsiębiorstwa przemysłowe, władze lokalne, przedsiębiorstwa energetyczne i przedsiębiorstwa zajmujące się odpadami (niektóre z nich są już reprezentowane w partnerstwie projektowym). Polskę w projekcie reprezentuje Politechnika Gdańska[6].